# Campeonato Panamericano de Béisbol Sub-23
El Campeonato Panamericano de Béisbol Sub-23 es organizado por la Confederación Panamericana de Béisbol y Confederación Mundial de Béisbol y Sóftbol desde el año 2013 en Panamá siendo campeón el anfitrión en esa primera edición con categoría Sub-21, desde 2017 el torneo aumentó su categoría a Sub-23 y otorga cuatro cupos a la Copa Mundial de Béisbol Sub-23.

## Historial
| Año          | Sede                                     |           | Medalla de oro | Medalla de plata |  | Medalla de bronce |
| 2013 Detalle | Panamá                                   | Panamá    | Puerto Rico    | Venezuela        |  |                   |
| 2017 Detalle | Chitré, Panamá                           | Venezuela | México         | Puerto Rico      |  |                   |
| 2020 Detalle | Managua, Nicaragua Tegucigalpa, Honduras | Nicaragua | Cuba           | Venezuela        |  |                   |
| 2022 Detalle | Aguascalientes, México                   | México    | Cuba           | Nicaragua        |  |                   |
| 2023 Detalle | Managua, Nicaragua                       | Colombia  | Nicaragua      | Venezuela        |  |                   |

## Medallero
| # | País        |   |   |   | Total |
| - | ----------- | - | - | - | ----- |
| 1 | Nicaragua   | 1 | 1 | 1 | 3     |
| 2 | México      | 1 | 1 | 0 | 2     |
| 3 | Venezuela   | 1 | 0 | 3 | 4     |
| 4 | Panamá      | 1 | 0 | 0 | 1     |
| 5 | Colombia    | 1 | 0 | 0 | 1     |
| 6 | Cuba        | 0 | 2 | 0 | 2     |
| 7 | Puerto Rico | 0 | 1 | 1 | 2     |